# Junichi Inoue
Junichi Inoue (井上純一 (Inoue Junichi?); 26 dicembre 1971) è un ex pattinatore di velocità su ghiaccio giapponese.

## Palmarès

### Olimpiadi
- Bronzo a Albertville 1992 nei 500 metri.

### Mondiali
- Bronzo a Calgary 1994 nello sprint.